# Los archiduques Alberto e Isabel visitando un gabinete de coleccionista
Los Archiduques Alberto e Isabel visitando el gabinete de un Coleccionista es una pintura flamenca del siglo XVII, fruto de la colaboración entre Jan Brueghel el Viejo y Hieronymus Francken II.  Es parte de la colección del Museo Walters en Baltimore, Maryland.
Los achiduques Alberto de Austria e Isabel Clara Eugenia gobernaron conjuntamente los Países Bajos Españoles a principios del siglo XVII y fueron considerados patronos de las artes.  Hasta la muerte de Alberto en 1621, el área de Flandes disfrutaba de paz y prosperidad. Este tipo de pintura, conocido como constkamer, pintura de galería o representación del gabinete de un coleccionista era popular durante este tiempo en Flandes. La pintura está considerada una colaboración entre los artistas Jan Brueghel el Grande y Hieronymus Francken II. Anteriormente había sido atribuida al hermano de Hieronymus Francken II, Frans Francken el Joven y Adriaen van Stalbemt, a quien está atribuido un trabajo similar, que está ahora en la colección del Museo del Prado en Madrid.

## Composición

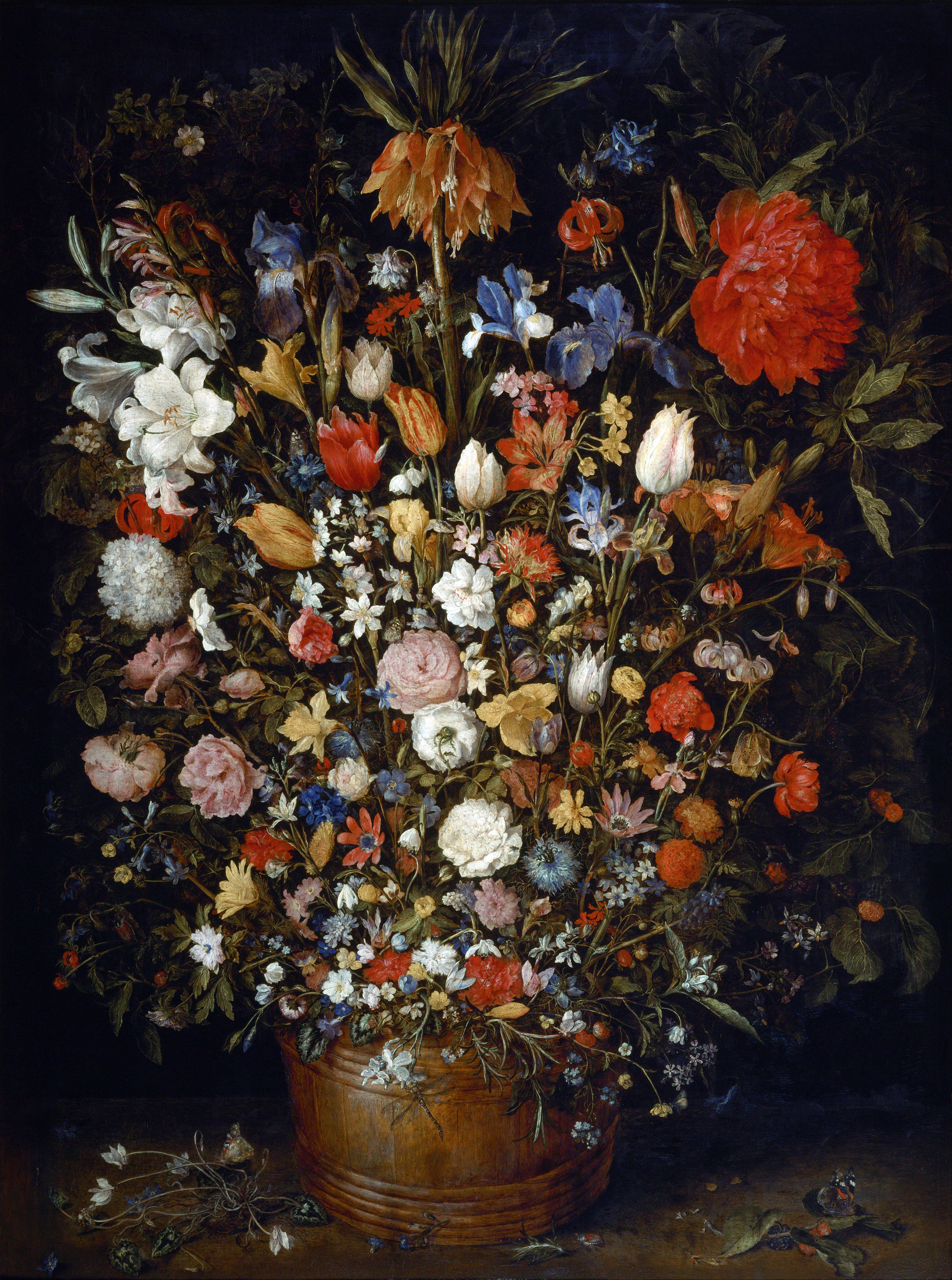
Ramo. Jan Brueghel el Mayor, 1606-7.

La pintura describe una gran habitación, en la que están presentes muchas personas, objetos de arte y de otro tipo.  Un coleccionista flamenco desconocido acompaña a Isabel (sentada) y a su marido, Alberto, que está detrás de ella.  La composición, probablemente no representa muy exactamente una ocasión real.  Las paredes están cubiertas por pinturas de artistas flamencos y hay también numerosas esculturas, incluido el bronce, la Alegoría de la Arquitectura de Giambologna.
La pintura contiene representaciones de las maravillas del mundo natural (animales, plantas, y minerales), junto con ejemplos de creatividad humana (pintura y escultura), y atributos de los cinco sentidos. La composición representa la fase temprana del género de los gabinetes del coleccionista.  Durante esta temprana fase enciclopédica, el género reflejó la cultura de la curiosidad de aquel tiempo, en la que obras artísticas e instrumentos científicos eran igualmente objeto del estudio y de admiración, y los gabinetes fueron popularizados por personas interesadas por igual en hablar sobre instrumentos científicos y en admirar pinturas.
La pintura apoyada contra la silla en el centro, Alegoría del Iconoclasmo describe un asno, un gato, un loco, y un simio, (símbolos de la ignorancia y el mal) destruyendo instrumentos musicales, pinturas, e instrumentos científicos. La pintura sobre la chimenea describe una alegoría sobre la Pintura, rescatada por la Cordura y la Fama de la Ignorancia.  El perro, en el lado izquierdo, parece para tener dos cabezas como resultado de un repintado que ha salido a través de la superficie.  El globo en la mesa en la izquierda es uno de los intentos de Cornelius Drebbel de crear un reloj de movimiento perpetuo.  El jarrón grande de flores, en la esquina izquierda, es una contribución de Jan Brueghel.  El arreglo floral está coronado por un gran girasol (Helianthus annuus), una flor americana que puede crecer hasta 14 pies (4 m) y girar hacia el sol. De llegada reciente a Europa,  la flor había sido ilustrada en libros botánicos, pero esta es la inclusión más temprana en una pintura.  Está mostrado vuelto hacia Alberto e Isabel, en vez de hacia el sol.

## Interpretación
Las obras de arte dentro de la pintura, como la Alegoría de Iconoclasmo y la pintura por encima de la repisa de la chimenea, representando a la Pintura salvada de la Ignorancia, hacen referencia al Iconoclasta del Beeldenstorm que había asolado a los Países Bajos en el siglo XVI.  La referencia al iconoclasmo del siglo precedente proporciona el significado para el cuadro más grande: las artes serán protegidas (como muestra la presencia de soldados en la puerta abierta) y florecen bajo el gobierno de los archiduques.  El giro del girasol hacia Alberto e Isabel simboliza la manera que las artes crecerán y florecerán bajo la luz y el calor del patronazo principesco.